# 2 euro commemorativi emessi nel 2008
| Immagine | Paese              | Tema | Tiratura   | Emissione         | Disegnatore                               |
| --- | ------------------ | --- | ---------- | ----------------- | ----------------------------------------- |
| | Germania           | Presidenza di Amburgo al Bundesrat: Chiesa di San Michele 3ª moneta della I serie dedicata ai Länder tedeschi | 30.000.000 | 1º febbraio 2008  | Erich Ott                                 |
| Descrizione: la parte interna della moneta rappresenta la chiesa di San Michele ad Amburgo. Sotto l'immagine del monumento è scritto il nome del Land «HAMBURG». A destra del monumento, dal basso verso l'alto, figurano le iniziali dell'incisore «OE» e il marchio di zecca rappresentato da una delle lettere «A», «D», «F», «G» o «J». Sull’anello esterno della moneta figurano le 12 stelle della bandiera dell’Unione europea, nella parte inferiore, le parole «BUNDESREPUBLIK DEUTSCHLAND» e, nella parte superiore, il millesimo «2008». |                    | |            |                   |                                           |
| | Lussemburgo        | Castello di Berg                                                                                              | 1.000.000  | 2 febbraio 2008   | Alain Hoffman                             |
| Descrizione: la parte interna della moneta riporta, sul lato sinistro in primo piano, l'effigie di Sua Altezza Reale, il Granduca Henri che guarda verso destra e, sul lato destro nello sfondo, l'immagine del «Château de Berg». La data 2008 è incisa in alto, tra il marchio della zecca e quello del laboratorio di incisione. Il nome del paese di emissione «LËTZEBUERG» figura alla base del disegno. Sull’anello esterno della moneta figurano le 12 stelle della bandiera dell’Unione europea. |                    | |            |                   |                                           |
| | San Marino         | Anno europeo del dialogo interculturale                                                                       | 130.000    | 20 maggio 2008    | Ettore Lorenzo Frapiccini                 |
| Descrizione: nella parte interna della moneta sono raffigurate le varie culture dei cinque continenti presenti nel continente europeo, simboleggiate da cinque silhouette umane e dai testi sacri delle diverse comunità. Completa il disegno una serie iscrizioni disposte ad arco: in alto, «SAN MARINO», al di sopra dell'anno «2008»; in basso, «ANNO EUROPEO DEL DIALOGO INTERCULTURALE» e le iniziali dell'artista Ettore Lorenzo Frapiccini, «E.L.F.»; a sinistra il marchio della zecca «R». Sull’anello esterno della moneta figurano le 12 stelle della bandiera dell’Unione europea.                                                                                        |                    | |            |                   |                                           |
| | Slovenia           | 500º anniversario della nascita di Primož Trubar                                                              | 1.000.000  | 26 maggio 2008    | Miljenco Licul, Maja Licul e Janez Boljka |
| Descrizione: la parte interna della moneta è raffigurato il profilo sinistro di Primož Trubar. A sinistra, in due semicerchi, figurano le iscrizioni «PRIMOŽ TRUBAR» e «1508-1586». In basso a destra, in un semicerchio, è riportata l'iscrizione «SLOVENIJA 2008». Sull’anello esterno della moneta figurano le 12 stelle della bandiera dell’Unione europea. |                    | |            |                   |                                           |
| | Belgio             | 60º anniversario della Dichiarazione universale dei diritti umani                                             | 5.000.000  | 1º giugno 2008    | Luc Luycx                                 |
| Descrizione: nella parte centrale della moneta sono rappresentate alcune linee curve attorno ad un rettangolo su cui figura il numero 60. Sopra al disegno è riportato l'anno 2008 e sotto di esso è inserita l'iscrizione «UNIVERSAL DECLARATION OF HUMAN RIGHTS». Il nome del paese nelle tre lingue ufficiali «BELGIE — BELGIQUE — BELGIEN» forma un semicerchio in basso. A sinistra ed a destra si trovano rispettivamente il marchio della zecca e il marchio del «Commissaire des Monnaies». Sull’anello esterno della moneta figurano le 12 stelle della bandiera dell’Unione europea.                                                                                         |                    | |            |                   |                                           |
| | Francia            | Presidenza francese del Consiglio europeo                                                                     | 20.000.000 | 1º luglio 2008    | Philippe Stark                            |
| Descrizione: nella parte interna della moneta, il disegno è costituito dalla seguente iscrizione: «2008 PRÉSIDENCE FRANÇAISE UNION EUROPÉENNE RF». In basso, rispettivamente a sinistra e a destra, figurano il marchio della zecca e il marchio dell'incisore. Sull’anello esterno della moneta figurano le 12 stelle della bandiera dell’Unione europea. |                    | |            |                   |                                           |
| | Portogallo         | 60º anniversario della Dichiarazione universale dei diritti umani                                             | 1.000.000  | 15 settembre 2008 | João Duarte                               |
| Descrizione: la parte interna della moneta contiene in alto lo stemma del Portogallo, sotto il quale figurano il nome dello Stato di emissione («PORTUGAL»), l'indicazione dell'anno «2008» e un disegno geometrico nella metà inferiore del campo. La legenda «60 ANOS DA DECLARAÇÃO UNIVERSAL DOS DIREITOS HUMANOS» è iscritta lungo l'orlo dei due terzi inferiori del campo ed è seguita dall'iscrizione «Esc. J. Duarte INCM» in caratteri molto piccoli. Sull’anello esterno della moneta figurano le 12 stelle della bandiera dell’Unione europea. |                    | |            |                   |                                           |
| | Città del Vaticano | Anno paolino                                                                                                  | 106.084    | 15 ottobre 2008   | Guido Veroi                               |
| Descrizione: nella parte interna della moneta è raffigurata la conversione di San Paolo: sulla strada di Damasco, rappresentata in secondo piano, San Paolo, accecato da una luce proveniente dal cielo, cade dal cavallo imbizzarrito. Due iscrizioni circondano a semicerchio il disegno: a sinistra, lo Stato di emissione, «CITTÀ DEL VATICANO», a destra la legenda: «ANNO SANCTO PAULO DICATO». A destra figurano anche il millesimo «2008», il marchio della zecca «R» e il nome dell'artista «VEROI»; in basso la sigla dell'incisore, Luciana De Simoni «L.D.S. INC.». Sull’anello esterno della moneta figurano le 12 stelle della bandiera dell’Unione europea.             |                    | |            |                   |                                           |
| | Finlandia          | 60º anniversario della Dichiarazione universale dei diritti umani                                             | 1.500.000  | 24 ottobre 2008   | Tapio Kettunen                            |
| Descrizione: nella parte interna della moneta è raffigurata una persona vista attraverso un foro a forma di cuore in un muro di pietra. Sotto il cuore figura il testo «HUMAN RIGHTS», mentre al di sopra dello stesso è incisa l'indicazione dell'anno «2008». L'acronimo dello Stato di emissione «FI», la lettera «K» (iniziale dell'artista Tapio Kettunen) e il marchio della zecca figurano in fondo al disegno. Sull’anello esterno della moneta figurano le 12 stelle della bandiera dell’Unione europea. |                    | |            |                   |                                           |
| | Italia             | 60º anniversario della Dichiarazione universale dei diritti umani                                             | 2.500.000  | 10 dicembre 2008  | Maria Carmela Colaneri                    |
| Descrizione: nella parte interna della moneta figurano un uomo e una donna con i simboli del diritto alla pace, all'alimentazione, al lavoro e alla libertà, simboleggiati rispettivamente dal ramoscello di ulivo, dalla spiga di grano, dalla ruota dentata e dal filo spinato, insieme alle maglie spezzate di una catena che raffigurano la cifra «60o». Al centro le iniziali «RI» del paese emittente; a sinistra l'anno 2008; a destra le iniziali dell'artista Maria Carmela Colaneri, «MCC», e il marchio della zecca «R»; in basso un cartiglio con l'iscrizione «DIRITTI UMANI». Sull’anello esterno della moneta figurano le 12 stelle della bandiera dell’Unione europea. |                    | |            |                   |                                           |